# Músculo elevador del labio superior
El músculo elevador del labio superior (Musculus levator labii superioris) es un músculo del rostro utilizado en la expresión facial. Este músculo de forma plana alargada, se origina desde la cara nasal del hueso cigomático.
Estas fibras mediales forman la cabeza angular, que surge de una extremidad puntiaguda de la parte superior de la apófisis frontal del maxilar, y que pasa oblicuamente hacia abajo y, lateralmente, se divide en 2 partes.
Uno de estos está insertado en el cartílago alar mayor, y en la piel de la nariz; la otra parte se prolonga hasta la parte lateral del labio superior, combinándose con el borde infraorbitario y el músculo orbicular de la boca.
La porción intermedia del borde infraorbital se origina desde el borde inferior de la órbita, inmediatamente por encima del agujero infraorbitario, algunas de sus fibras se adjuntan en el maxilar superior, otras en el hueso hueso cigomático.
Estas fibras convergen para insertarse en la sustancia muscular del labio superior entre la cabeza angular y el músculo canino.
Es irrigada por las ramas de la arteria facial, mientras que es inervado por las ramas cigomáticas del nervio facial.